# Radni stroj
Radni stroj   je sredstvo za rad kojemu je osnovna namjena obavljanje određenih radova vlastitim uređajima i opremom. Mogu imati vlastiti pogon ili koristiti pogonsku snagu drugog stroja (preko mehaničke, zračne ili hidraulićne transmisije).
Također se dijele na samohodne i fiksne odnosno one kojima je potrebno dodatno sredstvo za prijenos ili promjenu lokacije (građevinski kompresori, pumpe, kranovi...).  Koriste se većinom u graditeljstvu i u poljoprivredi. 
U radne strojeve uvrštavamo i veliku skupinu građevinskih radnih strojeva koji se razlikuju po namjeni, korištenju i konstrukcijskoj izvedbi. 
Korištenje primitivnijih građevinskih strojeva i sličnih alata za olakšavanje čovjekova posla počelo je već u dalekoj prošlosti.

## Vrste radnih strojeva

#### Strojevi za iskope i zemljane radove
- Bager
- Utovarivač
- Dozer   (buldožer)
- Građevinska kombinirka
- Strugač (scraper)
- Rovokopač
- Traktor

#### Strojevi za prijevoz i prijenos tereta
- Damper
- Rudarski kamion
- Dizalica, Kran
- Autodizalica
- Kamioni raznih primjena
- Viličar

#### Strojevi za bušenje
- Bušeća garnitura
- Stroj za bušenje
- Tunelske bušilice

#### Strojevi za ravnjanje i nabijanje zemlje
- Grederi (dozeri)
- Kompaktori (vibracijski ili obični),
- Valjak
- Vibroploče i nabijači

#### Strojevi za betoniranje, asfaltiranje i završne radove
- Automiješalica
- Miješalica za beton
- Stroj za asfaltiranje (finišer)
- Valjak

#### Ostali poljoprivredni strojevi
- Kombajn
- Kosilica
- Preša za sijeno
- Traktor i traktorski priključci
- Kopačica (motokultivator)

#### Strojevi u drvnoj industriji
- Samohodni cirkular

## Vanjske poveznice
- građevinski strojevi Hrvatska tehnička enciklopedija, portal hrvatske tehničke baštine. LZMK